# 篠原北町
篠原北町（しのはらきたまち）は、兵庫県神戸市灘区の町名。
令和2年国勢調査（2020年10月1日）における世帯数1,320、人口2,771、うち男性1,259人、女性1,512人。郵便番号は657-0068。

## 地理
旧・篠原村域の北部山林に接する区域。東は神戸市主要地方道神戸六甲線を挟み北部が赤松町で南部が曽和町、南は神戸市主要地方道山麓線を挟み篠原本町、西は南から順に薬師通、五毛通、高尾通、箕岡通、北は西から順に長峰台、篠原、篠原伯母野山町、北東は大土平町。

### 地価
住宅地の地価は、2014年（平成26年）1月1日の公示地価によれば、篠原北町3-2-22の地点で35万6000円/m2となっている。

## 施設
- 神戸海星病院
- 厳島神社
- 護国神社
- 祥龍寺[3]
- 微笑幼稚園